# Noorduyn Norseman

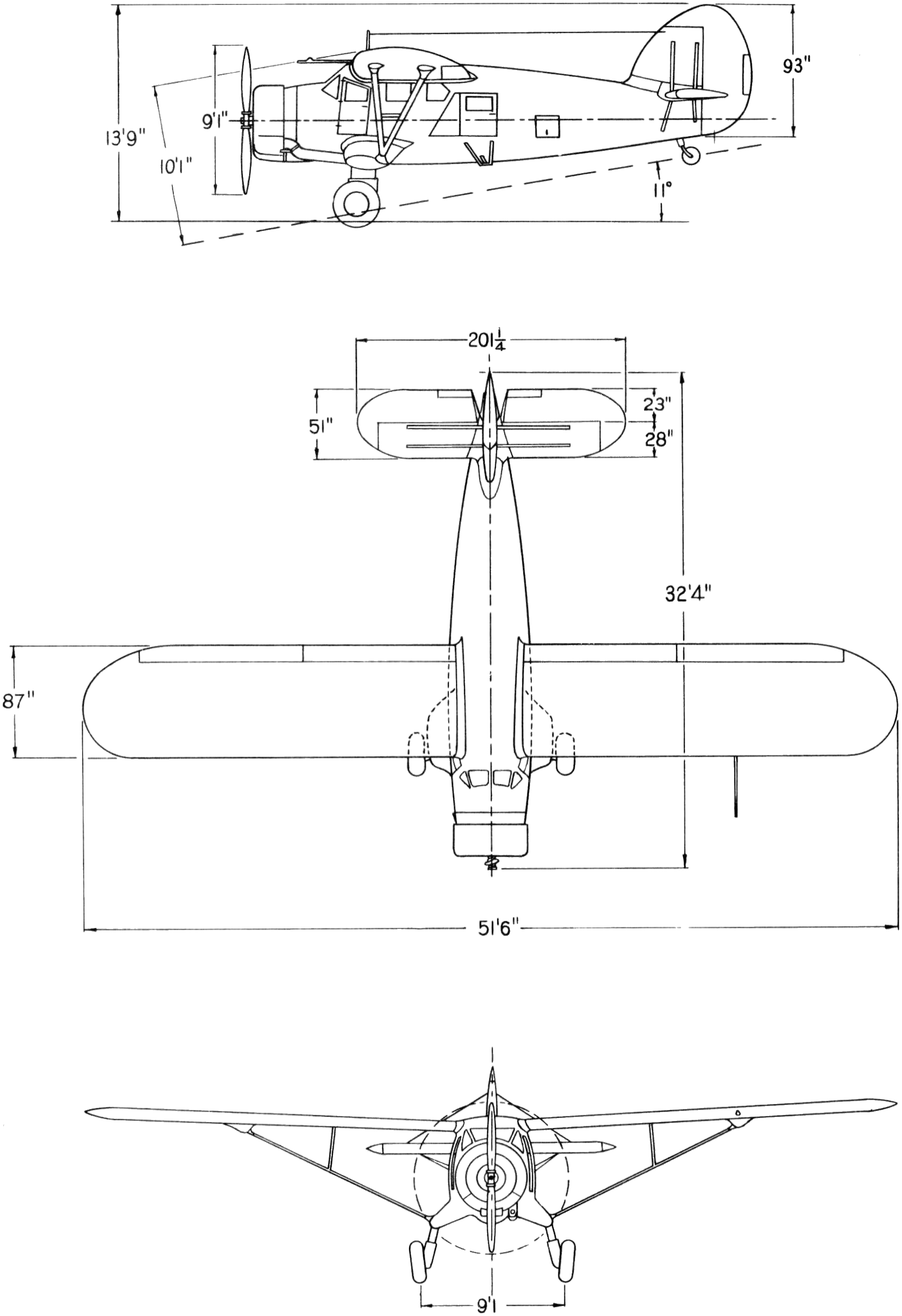
Noorduyn Norseman

Noorduyn Norseman – kanadyjski jednosilnikowy samolot transportowy przeznaczony do pracy na nieutwardzonych pasach startowych. Samoloty Norseman są eksploatowane w 68 krajach na całym świecie. Ze względu na dużą odporność są używane w trudnych warunkach panujących na Antarktydzie i Arktyce.

## Historia
Samolot został zaprojektowany przez Roberta B.C. Noorduyn, który posiadał duże doświadczenie z pracy dla Fokkera, Bellanca Aircraft Company i Pitcairn Aircraft Company. Celem było stworzenie jednopłatowca, który będzie umożliwiał swobodną eksploatację w trudnych kanadyjskich warunkach. Od samego początku miał on wymienne koła na narty lub pływaki. Budowa umożliwiała szybki załadunek i rozładunek towarów, oraz pozwalała na przewożenie pasażerów. Pierwszy oblot odbył się 14 listopada 1935. Jego produkcję uruchomiono w 1935 w fabryce Noorduyn Aircraft Ltd. Kolejne wersje różniły się od siebie silnikami, jednak do 1940 zdołano sprzedać jedynie 14 samolotów. Wybuch w 1939 II wojny światowej przyniósł duże zamówienia wojskowe. Samoloty służyły na wszystkich teatrach wojennych, jak również znalazły zastosowanie w rejonie Grenlandii i Alaski.
Po wojnie prawa do produkcji samolotu nabyła firma Canadian Car and Foundry, która stworzyła jego cywilną wersję. Ostatni egzemplarz został dostarczony do klienta w dniu 19 stycznia 1959. Ogółem wyprodukowano 903 samoloty Norseman w wersjach Mk I - Mk V (plus jeden prototyp).

## Wersje

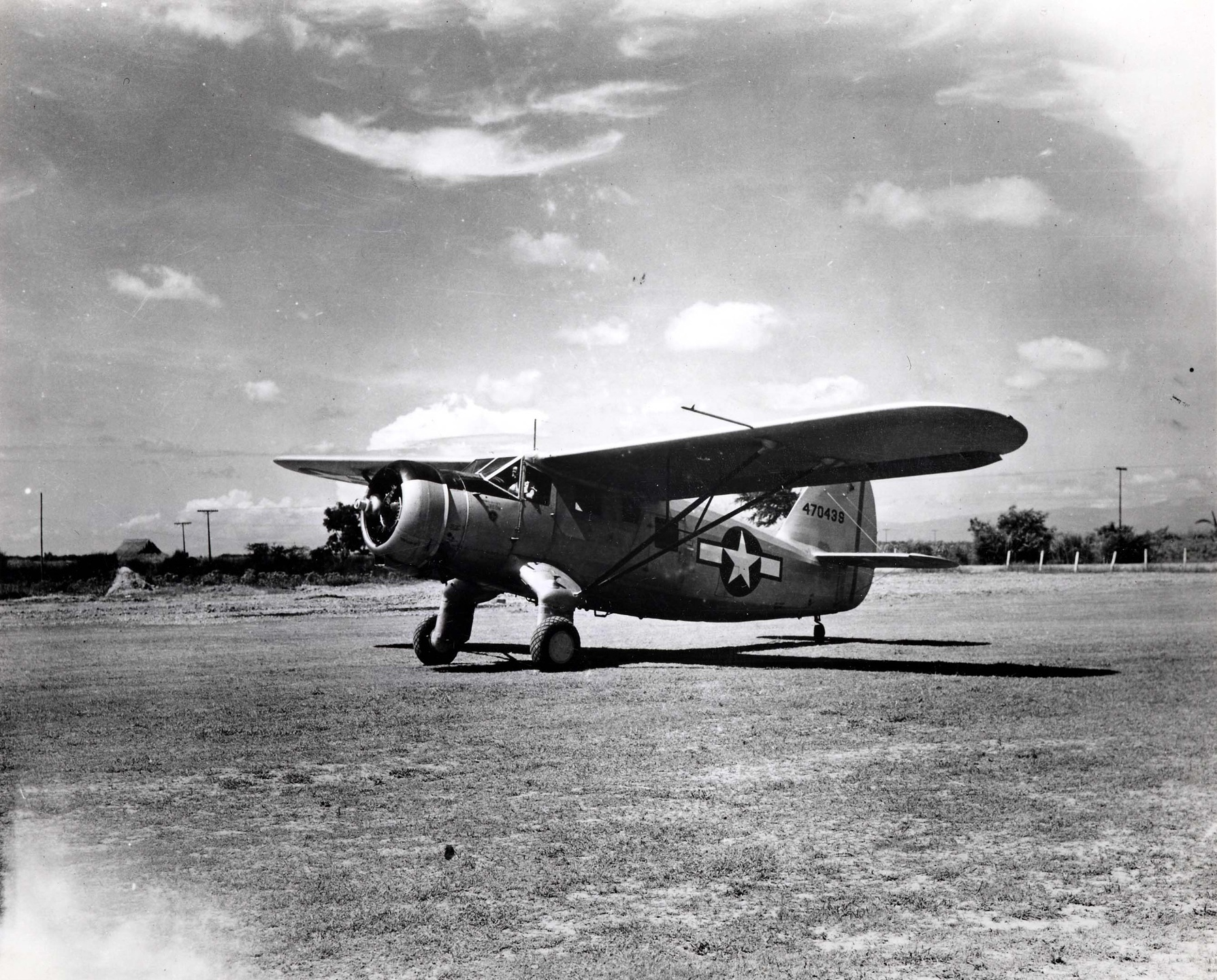
Amerykański Norseman UC-64A, 1945

Norseman Mk I
Prototypowy samolot o numerze CF-AYO. Został sprzedany do Dominion Skyways Ltd. i rozbił się w 1952.
Norseman Mk II
Jeden samolot z mocniejszym silnikiem Pratt & Whitney R-1340 Wasp SC-1 o mocy 450 kW. Otrzymał numer CF-BAU.
Norseman Mk III
Wyprodukowano 3 samoloty o numerach CF-AZA, CF-AZS i CF-BAU.
Norseman Mk IV
W 1937 samolot otrzymał silnik Pratt & Whitney Wasp S3H-1. Wyprodukowano 12 egzemplarzy.
Norseman Mk IVW
Wojskowa wersja zmodyfikowana w 1939 dla potrzeb Royal Canadian Air Force. Wyprodukowano 38 egzemplarzy.
Norseman YC-64A
Wojskowa wersja zmodyfikowana dla potrzeb United States Army Air Forces, do pracy w Arktyce.
Norseman C-64A
Wojskowa wersja zmodyfikowana w 1942 dla USAAF, z dodatkowymi zbiornikami paliwa. Wyprodukowano 749 egzemplarzy. Później zmieniono nazwę na UC-64A.
Norseman JA-1
Trzy samoloty UC-64A dostosowane do potrzeb US Navy.
Norseman C-64B
Sześć wodnosamolotów używanych przez Korpus Inżynieryjny Armii Stanów Zjednoczonych.
Norseman Mk V
Cywilna wersja wojskowego samolotu Norseman MK IV, produkowana po wojnie.
Norseman Mk VI
Wojskowa wersja dla potrzeb Royal Canadian Air Force. Zamówienie anulowano.
Norseman Mk VII
Wersja z nowym silnikiem, wzmocnionym skrzydłem i kadłubem. Nie weszła do produkcji.

## Użytkownicy samolotów na świecie

### Cywilni
Argentyna
Aviación del Litoral Fluvial Argentino

### Wojskowi
Australia
Royal Australian Air Force - w latach 1943-1946 eksploatowała 14 samolotów.
 Holandia
Królewskie Holenderskie Siły Powietrzne
 Izrael
Siły Powietrzne Izraela
 Kanada
Royal Canadian Air Force
Kanadyjska Królewska Policja Konna
 Norwegia
Norweskie Siły Powietrzne
 Stany Zjednoczone
United States Army Air Forces
United States Air Force
 Szwecja
Szwedzkie Siły Powietrzne
 Wielka Brytania
Royal Air Force